# Bluefields
Bluefields je grad u srednjoameričkoj državi Nikaragve. Središte Autonomne regije Južnokaripska obala. Grad je danas važan luka kroz koju se izvoze glavne izvozne robe Nikaragve: banane i kava. 

## Povijest
Grad je izvorno bio mjesto lokalnih gusara. Bluefields je dobio ime po nizozemskom gusaru Abrahamu Blauveltu koji se tamo skrivao u ranom 17. stoljeću. Bluefields su osnovali Englezi 1670. godine, zbog čega je taj engleski naziv, neuobičajen u španjolskom govornom području Nikaragve. Dobio je gradska prava 1903. godine. Bluefields je bio uništen uraganom Jeanne 1988. godine, ali je kasnije obnovljen. Bluefields je danas duboko siromašni grad s iznimno visokim stopama nezaposlenosti.

## Gradovi prijatelji
- - Racine, Wisconsin (SAD)

## Poznate osobe
- Barbara Carrera (*1945.), američka glumica i model
- Harry E. Brautigam Ortega (1948. – 2008.), ekonomist